# Iván Zerda
Iván Jamilton Adán Zerda (San Miguel de Tucumán; 17 de noviembre de 1984) es un exfutbolista argentino nacionalizado boliviano. Jugaba como delantero.

## Clubes
Se inició en Ateneo Parroquial Alderetes.
| Club              | País                 | Año         |
| ----------------- | -------------------- | ----------- |
| Ciclón            | Bolivia              | 2005 - 2006 |
| Real Mamoré       | Bolivia              | 2007        |
| Jorge Wilstermann | Bolivia              | 2008        |
| Ciclón            | Bolivia              | 2009        |
| Real Mamoré       | Bolivia              | 2010 - 2012 |
| Nacional Potosí   | Bolivia              | 2012 - 2013 |
| Real Potosí       | Bolivia              | 2013        |
| San José          | Bolivia              | 2015 - 2016 |
| Atlántico FC      | República Dominicana | 2017        |
| Aurora            | Bolivia              | 2018        |

## Palmarés

### Títulos nacionales
| Título                    | Club         | País                 | Año  |
| ------------------------- | ------------ | -------------------- | ---- |
| Liga dominicana de futbol | Atlántico FC | República Dominicana | 2017 |